# てんば菜
てんば菜 （てんばな）はアブラナ科アブラナ属の植物である。吹立菜（ふきたちな）、くきたち菜、唐菜とも呼ばれる。

## 概要
江戸時代に石川県金沢市の笠舞地区で栽培されていたことが起源であり、小松菜の亜種であるとされている。石川県南部では、主に漬物や煮物などの郷土料理に用いられる。
調味料と刻み唐辛子で煮込んだものは「てんばおくもじ」と呼ばれるという。
塩漬けにしても茎を伸ばし、花まで咲かすため「おてんば娘=てんば」のようであることから、てんば菜と呼ばれる。また、春になると茎を伸ばしてトウ立ちして花芽を付けることから、くきたち菜とも呼ばれる。